# سفر شبانه
سفر شبانه فیلمی به کارگردانی  و نویسندگی خسرو معصومی ساختهٔ سال ۱۳۷۶ است.

## خلاصه داستان
علي نوجوان ساكن بخش باهو در بندرگز، خبر ناپديد شدن پدر رزمنده اش را در جبهه مي شنود. مادر باردار علي با شنيدن اين خبر دچار بحران روحي مي شود و سلامت فرزند آينده اش به خطر مي افتد. پزشك حضور پدر را بالاي سر مادر ضروري اعلام مي كند و پدربزرگ علي كه سوزنبان قطار است، براي رفتن به آبادان به اميد يافتن پسرش مرخصي تقاضا مي كند. وقتي با تقاضاي مرخصي پدربزرگ به دليل نبودن جانشين موافقت نمي شود، علي شبانه سوار قطاري مي شود تا به آبادان برود. در راه مأموران قطار چند بار او را پياده مي كنند و به ايستگاه تحويل مي دهند؛ اما او هر بار مي گريزد و سرانجام با همراهي يك زوج پير به مقصد مي رسد. پس از مدتي جستجوي بي نتيجه علي را بار ديگر تحول راه آهن مي دهند تا با قطاري برگردانده شود. درراه قطار مورد بمباران نيروهاي عراقي قرار مي گيرد و علي از اين فرصت استفاده مي كند تا با يك وانت خود را به جاده آبادان برساند. اما جاده بسته است و اين بار او پنهاني سوار آمبولانسي مي شود كه راننده اش صالح نام دارد. صالح به علي كمك مي كند تا پدرش را كه به علت موج انفجار دچار فراموشي شده، در يكي از بيمارستان هاي تهران پيدا كند. هنگام بازگشت با قطار، علي عكس هاي خودش را به پدر نشان مي دهد و با نشان دادن قرقره اي كه او قبلاً برايش خريده بود، سبب مي شود پدر او را بازشناسد.

## بازیگران
- علی اصغر اسحاقی
- رسول بهارانگیز
- مهناز یعقوبی
- جعفر بزرگی
- محمدرضا اسحاقی
- سپیده حسینی
- امیرحمزه گرجی نژاد
- بیژن لاتون
- مجید زارع کار
- غلامرضا دانیالی
- حسن کوچکی
- محمد باکیده
- غفار علی اصغری
- مریم حاجی سقطی
- یوسف زقورزاده
- ولی اله عمرانی
- علی حقیقت
- منصور موسوی
- فرشید زیاری
- راضی امیری
- اسفندیار ابراهیمی
- علی مجلسی
- اقدس صحت‌بخش
- داوود ناظمی
- سیدمحمدعلی حسینی
- علی معصومی
- محمدرضا پورصمیمی
- رضا خیرخواه
- حسن نصیری
- حسین تقی پور
- محمد خلیلی
- مجدوزیری
- شبنم زندی